# Patriot der Ukraine
Die Organisation Patriot der Ukraine (ukrainisch Патріот України) ist eine ukrainische nationalistische Organisation, die als neo-nazistisch eingeordnet wird.

## Geschichte

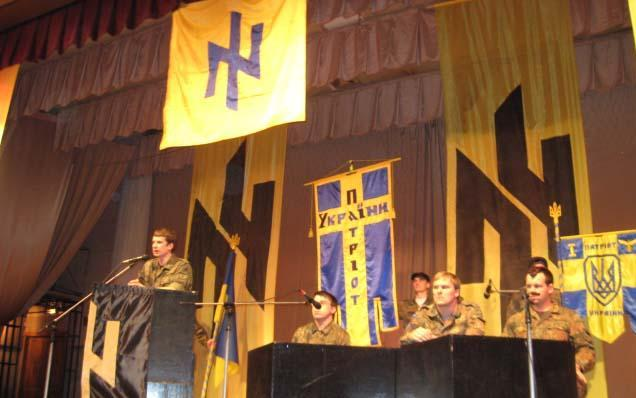
Andrij Bilezkyj am Rednerpult, bei einer Veranstaltung der Partei in Charkiw 2008

Die Organisation wurde ursprünglich 1996 gegründet als Jugendorganisation der heutigen Swoboda-Partei. Eine ihrer Führungsfiguren war Andrij Parubij, der die Gruppe aber 2004 verließ. Die Organisation galt zwar als nicht mitgliederstark, hatte aber stets Einfluss in der gewaltbereiten ukrainischen Ultra-Szene. 2004 löste sich die Gruppierung auf und wurde 2005 wiedergegründet. Seitdem hat sie jedoch keine Verbindungen mehr zur Swoboda-Partei.
Die Organisation gilt seitdem als paramilitärischer Flügel der Sozial-Nationalen Versammlung (Соціал-Національна Асамблея), als Vorsitzender gilt Andrij Bilezkyj. Im Rahmen der Radikalisierung des Euromaidan war die Organisation im November 2013 ein Mitbegründer der paramilitärischen Sammlungsbewegung Prawyj Sektor. Mitglieder der Organisation gehören der im April/Mai 2014 gegründeten Kampfeinheit Regiment Asow an, die bei den bewaffneten Kampfhandlungen in der Ostukraine eingesetzt wird.